# Presa di Cadice
La presa di Cadice (o primo assedio di Cadice), fu uno scontro navale combattuto nella baia di Cadice, in Spagna, dal 30 giugno al 15 luglio 1596, nell'ambito della guerra degli ottant'anni. Le truppe inglesi di Robert Devereux, II conte di Essex e una grande flotta anglo-olandese comandata da Charles Howard, I conte di Nottingham, col supporto delle Province Unite olandesi, mosse contro la città spagnola di Cadice.
Per la mancanza di organizzazione degli spagnoli, gli anglo-olandesi incontrarono ben poca resistenza. Per negare agli aggressori le loro prede di guerra, gli spagnoli incendiarono le navi della loro flotta ancorata nella baia di Cadice quando compresero di aver ormai perduto; le forze attaccanti sbarcarono, catturarono, saccheggiarono e bruciarono la città e fecero diversi ostaggi tra i cittadini più illustri che vennero portati in Inghilterra in attesa del pagamento del loro riscatto.
Le perdite economiche causate dal saccheggio furono numerose: la città venne data alle fiamme come la flotta, e fu una delle principali vittorie degli inglesi nel corso della guerra. Malgrado il fallimento dell'obbiettivo primario di ottenere l'argento della flotta tesoriera spagnola, il raid sulla città di Cadice contribuì ad accelerare la bancarotta in cui la Spagna cadde l'anno successivo.

## Antefatto
Il 13 giugno 1596 la flotta inglese salpò da Plymouth con 150 navi inglesi e olandesi, 17 delle quali erano di diretta proprietà della Royal Navy, divise in quattro squadroni con 6360 soldati reclutati privatamente, 1000 volontari inglesi e 6772 marinai.
Charles Howard, I conte di Nottingham era l'ammiraglio posto al comando della flotta, mentre le forze di sbarco vennero poste sotto il comando di Robert Devereux, II conte di Essex, Lord Thomas Howard, Sir Walter Raleigh e Sir Francis Vere ciascuno al comando di una squadra. Anthony Ashley funse da rappresentante del Consiglio Privato e della regina Elisabetta I d'Inghilterra. Cristóvão e Emanuele del Portogallo, figli di Antonio, priore di Crato, e probabilmente Antonio Pérez si trovavano a bordo di queste navi, pur senza comando. A queste forze si aggiunsero altre 20 navi provenienti dalle Province Unite olandesi con 2000 uomini a bordo e sotto il comando dell'ammiraglio John de Duyvenvoorde, signore di Warmond, agli ordini degli inglesi.
La città di Cadice, con circa 6 000 abitanti all'epoca, era uno dei principali porti spagnoli per la partenza della flotta tesoriera diretta verso la Nuova Spagna.

## La cattura di Cadice
| - Alonso Pérez de Guzmán, VII duca di Medina Sidonia - Charles Howard, I conte di Nottingham |

Sabato 29 giugno giunse a Cadice la notizia che da Lagos, nell'Algarve, era stata avvistata una grande flotta inglese avvicinarsi alle coste spagnole. In quel momento nella baia di Cadice si trovavano 40 navi spagnole tra galee e galeoni, oltre a 16 altri vascelli che erano disarmati e pronti a partire alla volta delle Indie Occidentali. Questi furono i primi a fuggire verso Puerto Real.
Juan Portocarrero e Alonso de Bazán avevano posto l'ancora di fronte alle galee spagnole, intenzionati a prevenire che la flotta anglo-olandese passasse all'interno della baia.
Domenica 30 giugno alle 2.00 la flotta anglo-olandese venne avvistata a Cadice, ma non poté entrare nella baia a causa del tempo pessimo incontrato. Alle 5 del mattino, entrambe le parti iniziarono un intenso fuoco di artiglieria. Dopo due ore, la flotta spagnola, di fronte ad un numero notevole di inglesi, dovette ritirarsi all'interno della baia. I galeoni spagnoli San Andrés e San Mateo vennero catturati, mentre la San Felipe e la Santo Tomás affondarono, messe a fuoco dai loro stessi capitani di fronte alla possibilità di una cattura da parte delle forze anglo-olandesi. Entrarono nella baia alle 8.00 del mattino.

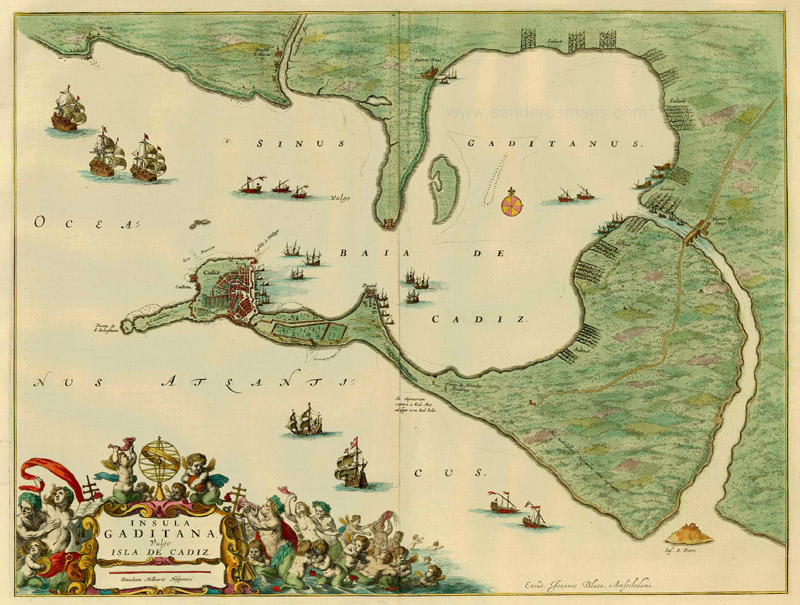
Mappa della baia di Cadice nel XVII secolo

A mezzogiorno, i rinforzi inviati dal duca di Medina-Sidonia, Alonso Pérez de Guzmán, giunsero a Cadice da Vejer de la Frontera, Jerez de la Frontera, Arcos de la Frontera, Medina-Sidonia, Puerto Real e Chiclana de la Frontera. Per gran parte, i soldati erano male armati. Questi rinforzi si giovarono di altri 5000 uomini provenienti da Santa Catalina e da San Felipe.
Alle 14.00, non più di 200 inglesi sbarcarono a El Puntal, iniziando a caricare le difese sotto il fuoco spagnolo. Le fore erano state inviate in battaglia senza nessuno al comando. Prima delle 17.00, l'avanzata delle forze inglese presero il controllo della città a fronte di una scarsa resistenza, mentre un'altra parte dell'esercito avanzò da Punta Zuazo a San Fernando, che era difesa dalle forze spagnole. Nelle schermaglie di fronte alla città, ciascuna formazione perse 25 uomini. Il forte di San Felipe si arrese il giorno dopo.
Il pessimo stato dell'artiglieria, la scarsità di munizioni e la scarsa preparazione delle forze spagnole oltre alla mancanza di organizzazione da parte delle autorità spagnole, contribuirono a segnare la disfatta. La tattica difensiva venne improvvisata dal capitano Pedro de Guía, dal sindaco di Cadice Antonio Girón, e dal duca di Medina-Sidonia a Jerez.

### Il sacco di Cadice
Già in possesso della città, le truppe anglo-olandesi si dedicarono al saccheggio. Le chiese e le case divennero oggetto di saccheggio, sebbene venne rispettata l'integrità delle persone fisiche: "Trattarono molto bene i cittadini ed in particolare le donne, senza offenderli in alcun modo."(Lope de Valenzuela)
Prima che per le forze inglesi fosse possibile catturare le navi spagnole, il duca di Medina-Sidonia ordinò la sua distruzione. 32 navi, tra cui le galee dell'armata ed i vascelli della flotta tesoriera, vennero bruciati.
Il giorno successivo, il 3 luglio, le autorità civili e religiose della città sottoscrissero un patto con le truppe inglesi permettendo ai cittadini di Cadice di andarsene in cambio di 120 000 ducati e della liberazione di 51 prigionieri inglesi catturati nelle passate campagne militari. I gaditanos (cittadini di Cadice) lasciarono la città per Punta Zuazo con ciò che potevano portare con loro. In garanzia del pagamento dei riscatti, diversi cittadini influenti vennero tenuti ostaggi, incluso il presidente della Casa de Contratación, il sindaco e i membri del consiglio, oltre ad alcune figure militari.
Il conte di Essex, Francis, Vere, ed i comandanti olandesi dimostrarono il loro supporto all'operazione provvedendo il necessario alla guarnigione per proseguire le operazioni militari. Questo ad ogni modo sembrava andare contro le direttive dell'ammiraglio Howard e del resto degli ufficiali inglesi che consideravano un azzardo l'impresa per il rischio di un eventuale contrattacco spagnolo.

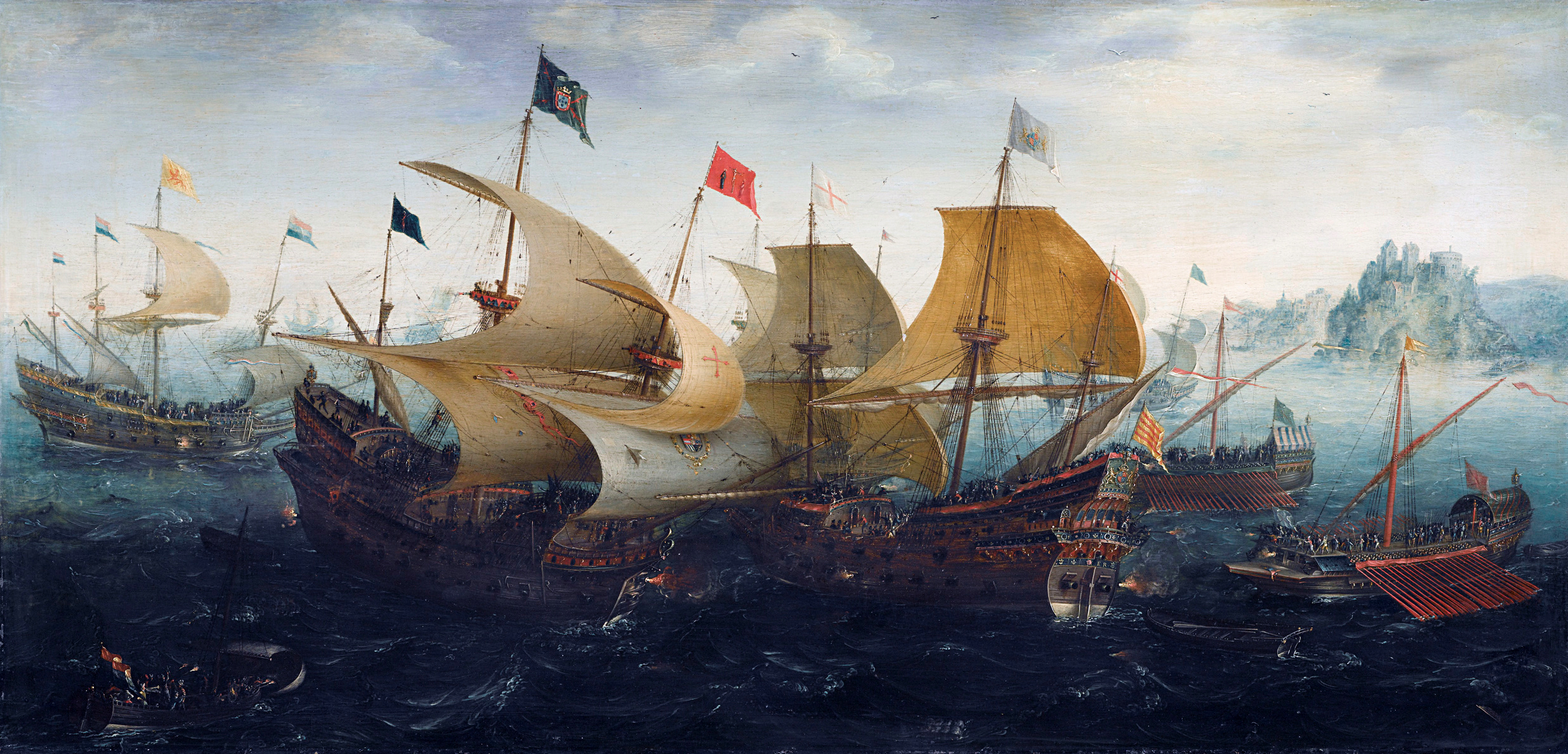
La battaglia della baia di Cadice in un dipinto di Aert Anthonisz

Il 14 luglio, gli inglesi diedero Cadice alle fiamme ed il giorno dopo lasciarono la baia, prendendo gli ostaggi con loro dal momento che le autorità spagnole non erano state in grado di pagare il riscatto convenuto. Più probabilmente, la ragione dell'abbandono della città fu dovuto in parte al rischio di un eventuale contrattacco alla guarnigione anglo-olandese che avrebbe preso alloggio a Cadice. Se la Spagna avesse ripreso la città, gli anglo-olandesi sarebbero certamente stati giustiziati.

### Il Portogallo
Nel suo viaggio di ritorno in Inghilterra, la flotta sbarcò e bruciò la città di Faro, in Portogallo. I razziatori rubarono anche i libri della biblioteca del vescovo di Lisbona ed i libri vennero donati alla Bodleian Library dell'Università di Oxford da Robert Devereux, II conte di Essex al suo ritorno in Inghilterra. Sulle alture di Lisbona, ricevettero la notizia dell'imminente arrivo della flotta tesoriera dalle Azzorre. Il conte di Essex propose di catturare la flotta, ma l'ammiraglio Howard si oppose a quest'idea, dicendo che questo era contrario agli ordini ricevuti. La flotta riprese quindi il suo viaggio verso Plymouth, dove giunse alcuni giorni dopo.

## Conseguenze

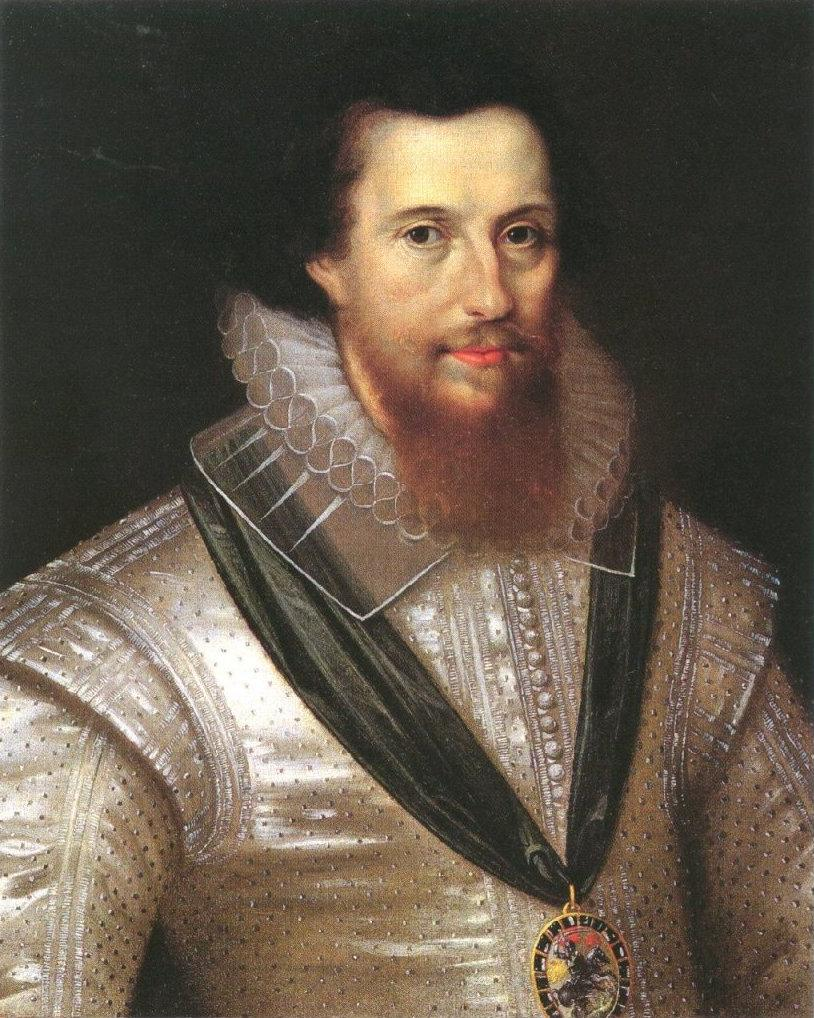
Robert Devereux, II conte di Essex

Il sacco di Cadice del 1596 fu una delle peggiori sconfitte della Spagna nel corso della guerra, assieme all'attacco a Cadice del 1587 ed alla perdita dell'Invincibile Armata nel 1588. Le perdite economiche prodotte dalla spedizione del conte di Essex contro la città e la flotta ancorata nel porto, vennero stimate in 5 000 000 di ducati, il che contribuì alla bancarotta del tesoro reale in quello stesso anno. Ad ogni modo, la capacità degli spagnoli furono tali da riorganizzare la flotta per l'ottobre del 1596, andando a costituire quella che divenne nota come seconda Invincibile Armata al comando di Martín de Padilla e diretta contro le coste inglesi.
La città di Cadice uscì da questa battaglia devastata; oltre alle chiese ed agli ospedali, 290 delle 1303 case presenti in città bruciarono completamente. Dopo la partenza degli anglo-olandesi, le autorità spagnole considerarono la possibilità di fortificare la città o di smantellarne le difese per ricollocarle a Puerto de Santa María. I genieri militari Luis Bravo de Laguna, Tuburzio Spannocchi, Peleazzo Fratín e Cristóbal de Rojas presentarono tutti dei progetti per le operazioni. Alla fine, venne deciso di seguire il piano esposto da Cristóbal de Rojas, che iniziò la costruzione delle fortificazioni nel 1598. Filippo II diede alla città la possibilità di non pagare le tasse per dieci anni.
Gli ostaggi vennero liberati solo nel luglio del 1603, dopo la morte della regina Elisabetta I e la successione di Giacomo I d'Inghilterra al trono locale. L'anno successivo, Spagna e Inghilterra posero fine ai contrasti siglando il Trattato di Londra (1604).